# Linia 8 de tramvai din Antwerpen
| leer | uKBHFa |

| leer | uHST |

| leer | uHST |

| leer | uHST |

| leer | uHST |

| leer | uHST |

| leer | uHST |

| leer | utSTRa |

| leer | utHST |

| leer | utKBHFe |

| leer | uKBHFa |

| leer | uHST |

| leer | uHST |

| leer | uHST |

| leer | uHST |

| leer | uHST |

| leer | uHST |

| leer | utSTRa |

| leer | utHST |

| leer | utKBHFe |

| leer | uKBHFa |

| leer | uHST |

| leer | uHST |

| leer | uHST |

| leer | uHST |

| leer | uHST |

| leer | uHST |

| leer | uHST |

| leer | uHST |

| leer | uHST |

| leer | uHST |

| leer | uHST |

| leer | uHST |

| leer | uHST |

| leer | uHST |

| leer | uHST |

| leer | uHST |

| leer | uHST |

| leer | uHST |

| leer | uHST |

| leer | uKBHFe |

| leer | uKBHFa |

| leer | uHST |

| leer | uHST |

| leer | uHST |

| leer | uHST |

| leer | uHST |

| leer | uHST |

| leer | uHST |

| leer | uHST |

| leer | uHST |

| leer | uHST |

| leer | uHST |

| leer | uHST |

| leer | uHST |

| leer | uHST |

| leer | uHST |

| leer | uHST |

| leer | uHST |

| leer | uHST |

| leer | uHST |

| leer | uKBHFe |

| leer | uKBHFa |

| leer | uHST |

| leer | uHST |

| leer | uHST |

| leer | uHST |

| leer | uHST |

| leer | uHST |

| leer | uHST |

| leer | uHST |

| leer | uHST |

| leer | uHST |

| leer | uHST |

| leer | uHST |

| leer | uHST |

| leer | uHST |

| leer | uHST |

| leer | uHST |

| leer | uHST |

| leer | uHST |

| leer | uHST |

| leer | uKBHFe |

| leer | uKBHFa |

| leer | uHST |

| leer | uHST |

| leer | uHST |

| leer | uHST |

| leer | uHST |

| leer | uHST |

| leer | uHST |

| leer | uHST |

| leer | uHST |

| leer | uHST |

| leer | uHST |

| leer | uHST |

| leer | uHST |

| leer | uHST |

| leer | uHST |

| leer | uHST |

| leer | uHST |

| leer | uHST |

| leer | uHST |

| leer | uKBHFe |

Linia 8 de tramvai din Antwerpen este un serviciu de tramvai care pornește din parcarea P+R din sensul giratoriu Wommelgem și se termină în stația de premetrou Astrid. Începând de la stația de suprafață Muggenberg, tramvaiele liniei 8 circulă în subteran prin Tunelul Reuzenpijp.
Pentru o perioadă relativ scurtă de timp (din 2 mai 2012 până pe 31 august 2012), linia 8 a fost una de suprafață și conecta districtul Deurne (stația Silsburg) cu stația Groenplaats. Exploatarea liniei a încetat pe 31 august 2012, dar a fost reluată pe un traseu nou în 18 aprilie 2015, odată cu deschiderea tunelului Reuzenpijp și reorganizarea rețelei de tramvai din Antwerpen.

## Traseu și stații
Tramvaiele liniei 8 circulă de la parcarea P+R a sensului giratoriu Wommelgem pe un traseu la suprafață pe strada Herentalsebaan. De-a lungul străzilor Florent Pauwelslei și Herentalsebaan linia 8 are traseu comun cu linia 24, dar, începând de la stația Muggenberg, linia 8 intră în subteran prin rampa de acces în premetrou, în timp ce linia 24 continuă la suprafață. Tramvaiele liniei 8 trec prin stațiile fantomă Morckhoven și Collegelaan și au prima oprire la Zegel. Tramvaiele circulă apoi pe sub Turnhoutsebaan și Carnotstraat doar încetinind în stațiile fantomă Carnot și Drink și opresc în stația Astrid, situată sub Koningin Astridplein, care este capătul de linie. Tramvaiele continuă apoi pe sub Gemeentestraat și folosesc pentru întoarcere bucla subterană construită sub piața Franklin Rooseveltplaats pentru a ajunge din nou în stația Astrid, dar la celălalt peron, unde opresc a doua oară înainte de a porni spre Wommelgem.
|  |   |  | Stație               | Lat/Long                                      | Comună    | Corespondențe            |
|  | - |  | -------------------- | --------------------------------------------- | --------- | ------------------------ |
|  | O |  | P+R Wommelgem        | 51°12′42″N 4°29′29″E / 51.211697°N 4.491456°E | Wommelgem | P+R                      |
|  | o |  | Burgemeester De Boey | 51°12′37″N 4°28′32″E / 51.210289°N 4.475603°E | Antwerpen |                          |
|  | o |  | Florent Pauwels      | 51°12′21″N 4°28′16″E / 51.20576°N 4.471073°E  | Antwerpen | 4 24                     |
|  | o |  | Stevenslei           | 51°12′23″N 4°28′04″E / 51.206457°N 4.467833°E | Antwerpen | 24                       |
|  | o |  | Waterbaan            | 51°12′30″N 4°27′49″E / 51.208250°N 4.463561°E | Antwerpen | 24                       |
|  | o |  | Mestputteke          | 51°12′34″N 4°27′33″E / 51.209484°N 4.459264°E | Antwerpen | 24                       |
|  | o |  | Muggenberg           | 51°12′34″N 4°27′22″E / 51.209486°N 4.456198°E | Antwerpen | 24                       |
|  | o |  | Zegel                | 51°12′51″N 4°26′34″E / 51.214167°N 4.442778°E | Antwerpen | 10 24                    |
|  | O |  | Astrid               | 51°13′08″N 4°25′17″E / 51.218889°N 4.421389°E | Antwerpen | 2 3 5 6 10 11 12 24 SNCB |

## Exploatarea liniei
Linia 8 este exploatată de De Lijn. Ea este parcursă de tramvaie în circa 15 de minute.

## Materialul rulant
Începând din 18 aprilie 2015, pe această linie circulă tramvaie PCC și HermeLijn.

## Simbolul liniei
Simbolul acestei linii, prezent pe afișajul tramvaielor, este cifra „8” scrisă cu culoare neagră pe un cartuș rectangular de culoare portocalie.

## Imagini

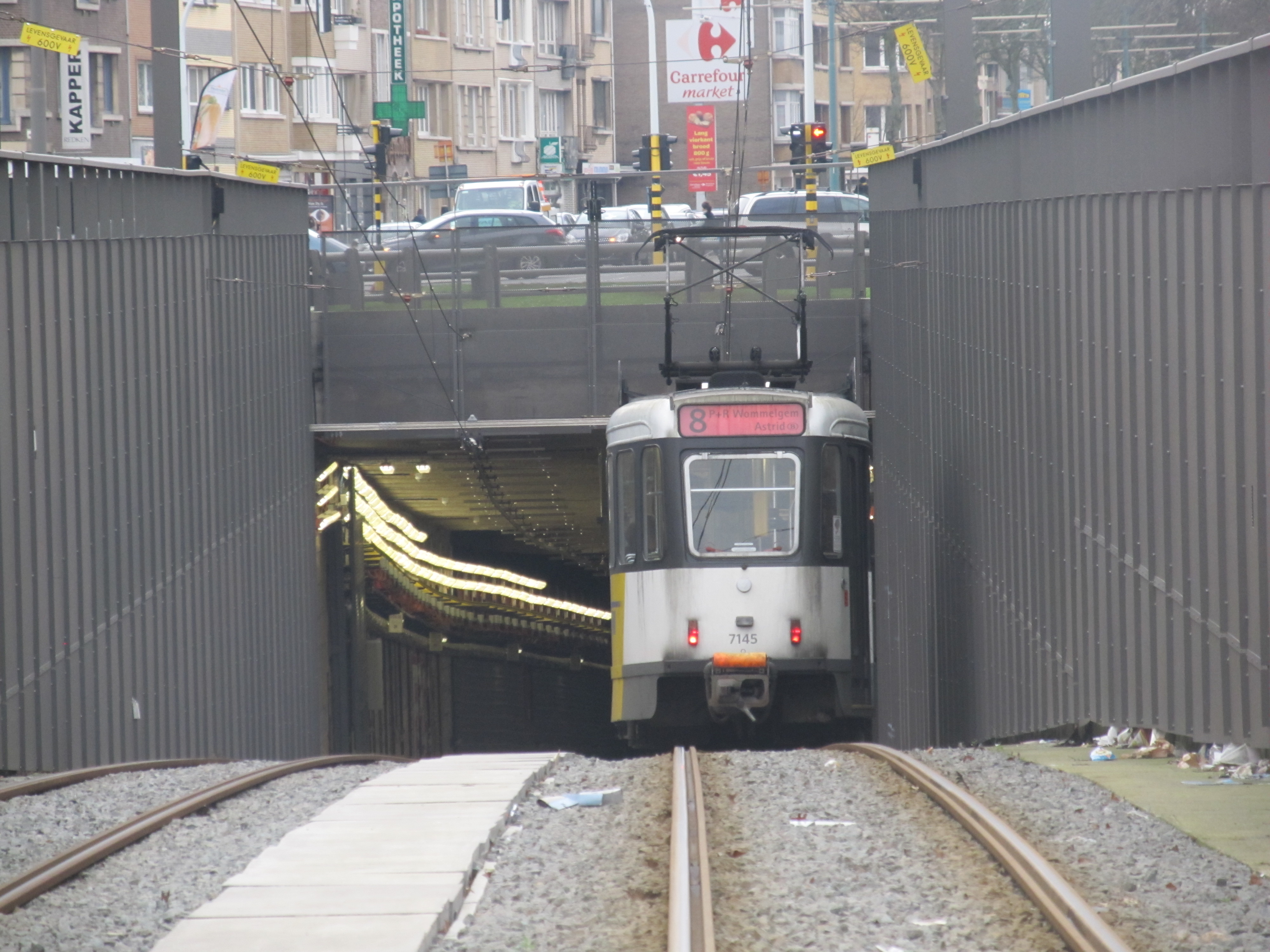
Tramvai PCC al liniei 8 intrând în premetrou după stația Muggenberg.
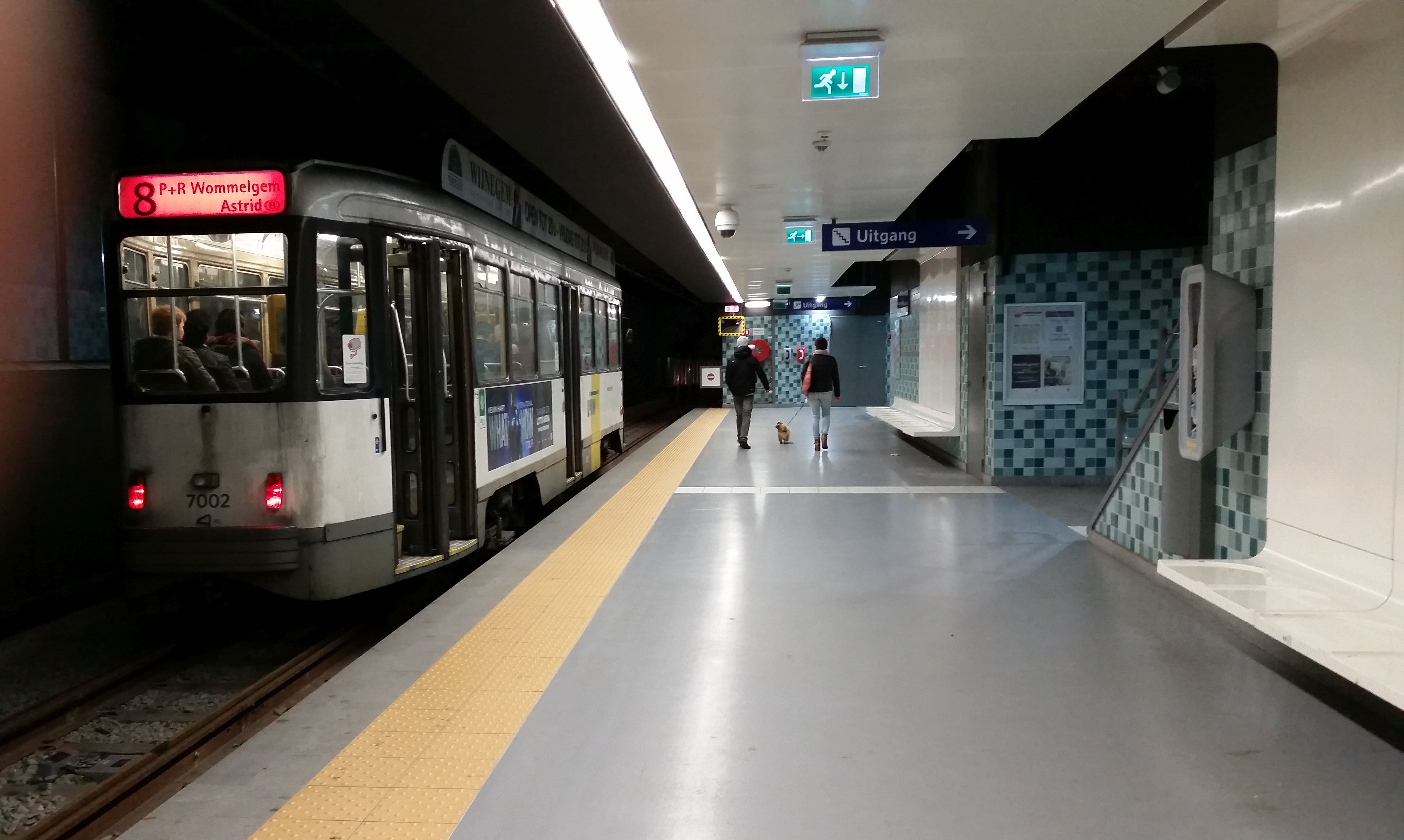
Tramvai PCC al liniei 8 în stația de premetrou Zegel.